# زولت غايدوس
زولت غايدوس (بالمجرية: Gajdos Zsolt)‏ (ولد في 4 فبراير 1993) هو لاعب كرة قدم مجري محترف يلعب لنادي نيرغهازا سبارتاكوس.

## روابط خارجية
- زولت غايدوس على موقع قاعدة بيانات كرة القدم.إي يو (الإنجليزية)
- زولت غايدوس على موقع Soccerway.com (الإنجليزية)
- زولت غايدوس على موقع عالم كرة القدم.نت (الإنجليزية)